# VIA Rail
VIA Rail Canada è una società ferroviaria pubblica canadese, fondata nel 1978, che si occupa di servizi ferroviari passeggeri. Ha sede a Montréal  nello stato del Québec. Ha movimentato, nel 2015, un totale di circa 3,8 milioni di passeggeri. Il maggior volume di trasporto è svolto sul corridoio ferroviario Québec – Windsor.

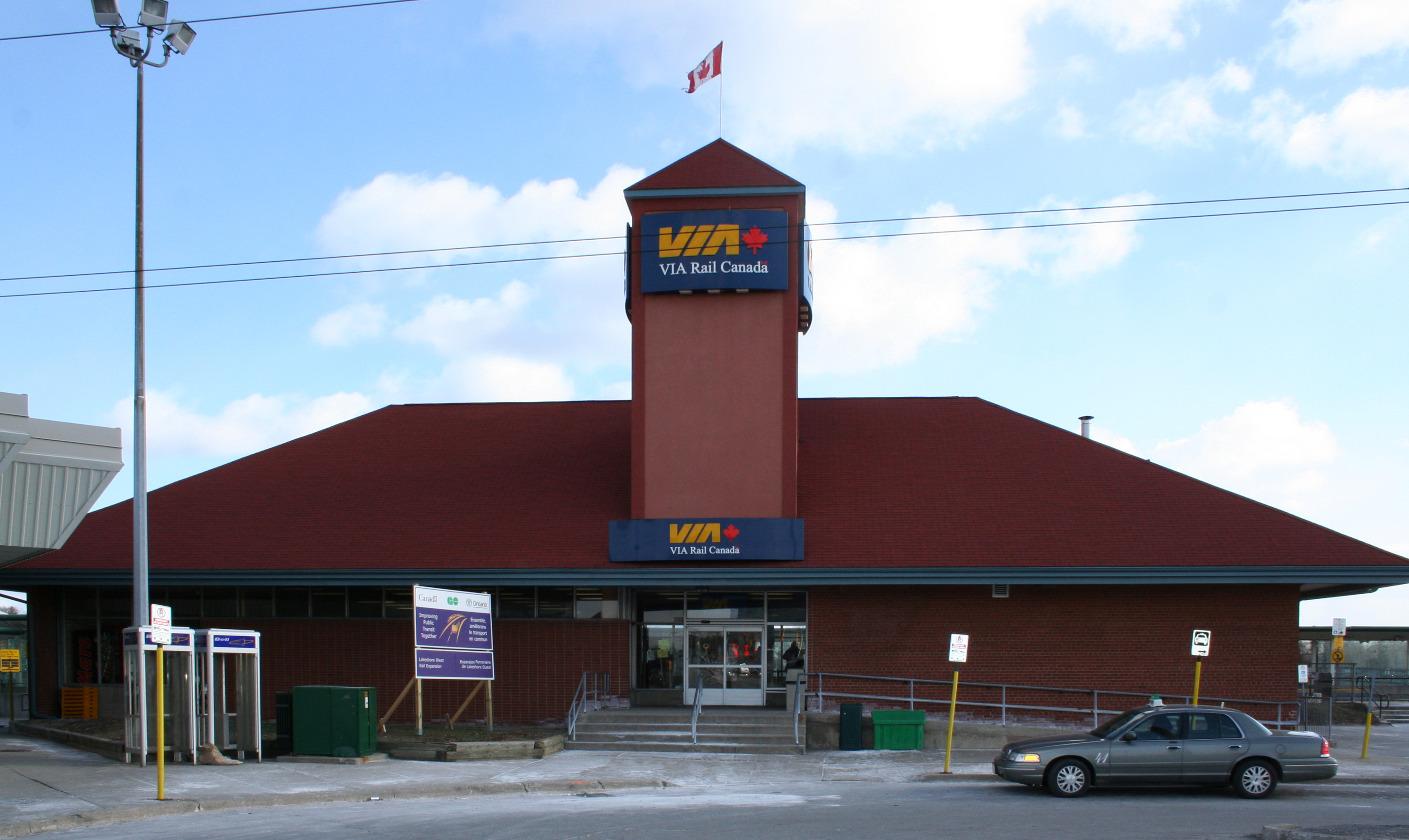
Stazione di Oakville con logo VIA rail

## Storia

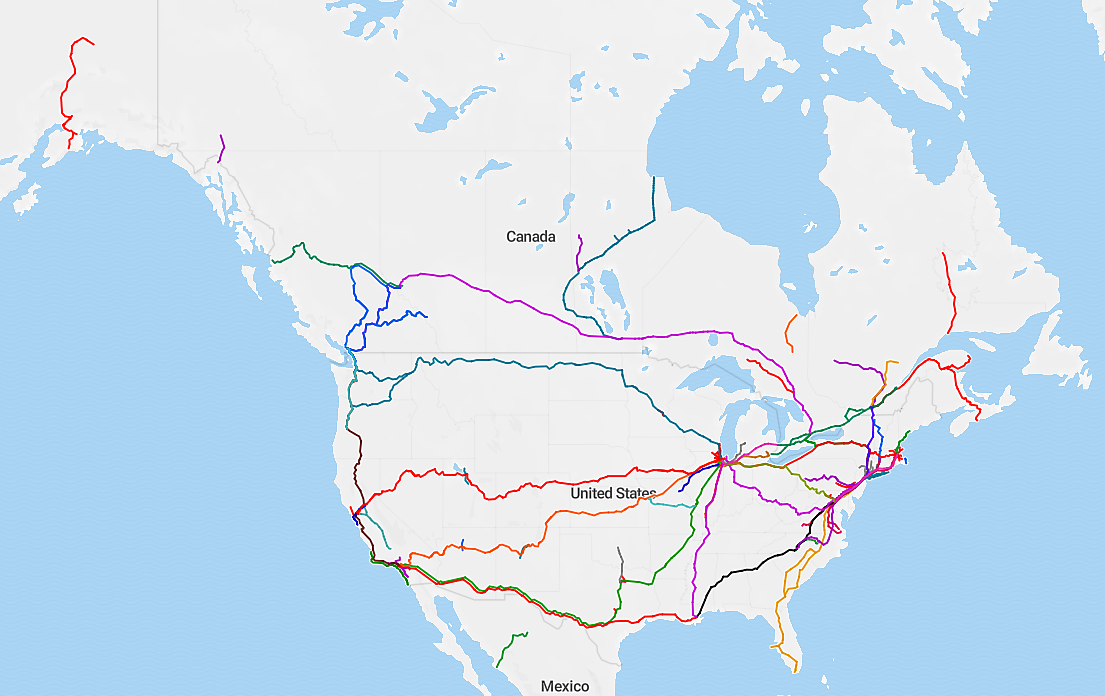
Treni passeggeri in Nord America (mappa interattiva)

La società venne creata nel 1978 dal governo canadese allo scopo di recuperare il traffico viaggiatori perduto in seguito alla decisione di terminarne l'esercizio presa dalle due grandi compagnie ferroviarie private che anziché investire nel rinnovamento del proprio materiale rotabile obsoleto per viaggiatori avevano preferito optare per il solo esercizio merci in seguito alla crisi del trasporto del secondo dopoguerra. Contemporaneamente venne avviata la progettazione e l'ordinazione all'industria nazionale una serie di rotabili moderni e innovativi per riconquistare il traffico perduto. Il primo risultato fu la costruzione dei treni LRC.